# Винник, Олег Анатольевич
Оле́г Анато́льевич Ви́нник (укр. Олег Анатолійович Винник; род. 31 июля 1973, село Вербовка, Черкасская область, Украинская ССР, СССР) — украинский певец, композитор и автор песен. Получил известность в Германии, Австрии и Швейцарии как исполнитель главных ролей популярных мюзиклов под сценическим именем OLEGG.

## Биография

### Ранние годы
Родился 31 июля 1973 года в селе Вербовка Каменского района Черкасской области в семье рабочих.
В 1976 году вместе с родителями переехал в село Червоный Кут, Жашковского района.
В 1977 году состоялись первые выступления на сцене Черкасского УТОС (Общество слепых), членом которого была мать Олега, Анна Яковлевна. На перекомиссию по инвалидности она часто брала с собой маленького сына.
В 1980—1990 годах обучался в Березинской средней школе Жашковского района. Играл на гитаре в самодеятельном ВИА. В 1990—1993 годах получал образование в училище культуры (специальность: руководитель самодеятельного народного хора) в г. Каневе.
Гастролировал в составе студенческого хора Каневского училища культуры в город Фирзен и другие города Германии. На улицах Фирзена он впервые увидел афишу мюзикла «Призрак оперы», после чего всерьез задумался о карьере артиста именно в этом жанре.
В 1994—1996 годах работал в Черкасской областной филармонии артистом Черкасского заслуженного украинского народного хора им. Т. Г. Шевченко. В 21 год стал солистом этого хора. Пел дуэтом с народной артисткой Украины Ольгой Павловской, с заслуженными артистками Украины — Евгенией Крикун, Татьяной Ивановой, Людмилой Иосифовой. Параллельно интенсивно занимался изучением немецкого языка, посещая частные уроки. Уволился по собственному желанию.
В 1996—1997 годах работал по программе Au pair в семье хирурга, Биненбюттель, Германия. Работал гувернёром для двух мальчиков — готовил им еду, возил в школу, учил играть на музыкальных инструментах. Одновременно в течение двух лет брал частные уроки по совершенствованию техники пения у американского пианиста, преподавателя вокала Джона Лемана, г. Гамбург. До этих занятий пел баритоном, после них — вокальный спектр значительно расширился, освоил голосовой диапазон лирико-драматического тенора. Начал петь мюзиклы, поп-рок, классику, исполняя песни как тенором, так и баритоном. В то же время работал артистом в составе хора Люнебургской оперы. Исполнял партии в опере «Тоска» и в оперетте «Paganini». Theater Lüneburg. По окончании рабочего контракта по программе Au pair вернулся в 
Украину. В 1998 году работал над вокалом, над отработкой сценических способностей.

### Мюзиклы
1999—2001: Мюзикл «Kiss me, Kate»
На протяжении двух театральных сезонов исполнял одну из главных ролей — Люченцио в мюзикле «Kiss me, Kate», Landgraf GmbH/Tournee-Theater, Германия/Европа.
2001—2002: Мюзикл «Der Glöckner von Notre-Dame» (по роману Виктора Гюго «Собор Парижской Богоматери»)
Получил годовой контракт на работу в Theater am Potsdamer Platz Berlin, Германия. Исполнял партии Феба и Клопена в мюзикле «Der Glöckner von Notre-Dame» (в «диснеевской» постановке) во втором составе.
2002—2003: Мюзикл «Titanic» (на основе реальных фактов)
Мировая премьера мюзикла «Titanic», Theater Neuer Flora Hamburg, Германия. Исполнял две роли: капитана Роберта Хитченса и Брико, пассажира второго класса, а также работал в ансамбле.
2003—2004: Мюзикл «Les Miserables», Германия: (по роману Виктора Гюго «Отверженные»)
Титульная роль Жана Вальжана в мюзикле «Les Misérables», Theater des Westens Berlin, Германия. По версии журнала «Da Capo» признан «новой грандиозной находкой голоса 2003 года».
Для облегчения произношения европейцами имени взял сценическое имя OLEGG.
Одновременно с работой в мюзикле, снялся в телесериале «Unser Charly», который транслировался в 80 странах мира в течение 10 лет, в роли Николая Бугаева, Германия.
Работал над украиноязычными, русскоязычными и немецкоязычными песнями. Одна из них — «Аромат моей мечты» (2003 год).
285 раз исполнил главную роль в мюзикле «Les Misérables».
2005—2006: Мюзикл «Elizabeth» (на основе истории жизни императрицы Австрии-Елизаветы Баварской)
2 января 2005 года — главная роль в мюзикле «Elizabeth — Der Tod» (Чёрный принц, Смерть), Apollo Theater Stuttgart, Германия.
В сентябре 2005 года по приглашению немецкого телеканала ZDF снялся в немецком фильме «Eine Liebe in Königsberg» («Любовь в Кенигсберге»).
В 2006 году встретился с Александром Горбенко — руководителем нескольких бизнес-проектов. Горбенко стал для Винника сначала продюсером на Украине, а впоследствии — партнёром по бизнесу и другом в жизни.
В 2007—2008 годах исполнял титульную роль Жана Вальжана в мюзикле «Les Misérables», Stadttheater St. Gallen, Швейцария, Sommertheater Bad Hersfelder, Германия.
В 2011 году вернулся на Украину.

### Сольная карьера
В 2003 году написал свою первую песню «Аромат моей мечты» в Берлине, Германия. В 2007 году выпустил видеоклип на песню «Аромат моей мечты», режиссёр Андрей Рожен.
В 2008 году выпустил видеоклип «Птица», режиссёр Андрей Рожен.
1 июня 2011 года состоялась премьера видеоклипа «Каменная ночь», режиссёр Александр Литвиненко. 31 июля состоялась премьера видеоклипа «Ангел», режиссёры Алексей Соболев, Михаил Коротеев. 7 декабря состоялась премьера песни «С Новым Годом!». 14 декабря — презентация дебютного альбома «Ангел».
2 февраля 2012 года состоялась премьера песни «Не ты». 14 февраля состоялась премьера композиции «Перлина-Україна». 10 мая вышел видеоклип «Игра в любовь» 26 сентября состоялась презентация видеоклипа на песню «Счастье». Режиссёром видеоклипа стала Алла Карналли. Выпустил второй альбом с одноимённым названием «Счастье». 23 декабря состоялась премьера песни «Плен» в дуэте с Павлом Соколовым на песенном конкурсе «Евровидение 2013».
В 2013 году выпустил украиноязычный альбом «Роксолана». 21 июня представил композицию «Вовчиця». 7 октября Винник отправился во всеукраинский концертный тур.
Тур завершился в мае 2014 года сольным концертом в Национальном дворце искусств «Украина».
8 февраля Винник представлял Украину с концертной программой на зимних Олимпийских играх в Сочи.
29 мая состоялся первый Большой сольный концерт Олега Винника в Национальном дворце «Украина» с программой «Счастье». Премьера песен «Время — Диктатор», «Разве можно». Съёмку концерта проводил режиссёр Олег Пилипчук.
20 сентября стартовал Всеукраинский благотворительный тур Олега Винника городами Украины в рамках совместного проекта с Благотворительным фондом «Шлях до майбутнього». 21 ноября состоялся Большой сольный концерт Олега Винника в Национальном дворце «Украина». Премьера песен «Русалка», «Кто я».
В 2015 году состоялся благотворительным тур Винника по городам Украины., состоялся релиз четвёртого студийного альбома «Я не устану».
5 марта состоялась премьера песни «Брат». 13 мая состоялась премьера песни «Нино».
31 марта и 1 апреля 2016 года состоялись два сольных концерта Винника в Национальном дворце «Украина». Презентация программы «Я не устану». Съёмку концерта проводил телеканал «Интер».
24 ноября состоялась премьера видеоклипа «Нино». Режиссёр Елена Винярская.
5, 7 и 8 марта 2017 года дал три сольных концерта, в Национальном дворце «Украина». Представил новую концертную программу «Моя душа» и отправился в гастрольный тур по Украине и Белоруссии.
Первый стадион Винника — «Юбилейный» в Сумах, где он впервые в своей сольной карьере собрал 10 тысяч зрителей. Концертная программа «Моя душа».
2 сентября стартовал 8 сезон шоу «X-Фактор» на телеканале СТБ, где Олег Винник — член жюри.
14 декабря представил клип на поп-рок композицию «Як жити без тебе». Режиссёр Елена Винярская.
19 января 2018 года представил композицию «Передчуття». 5 марта выпустил песню «Ты в курсе».
20 мая отправился в стадионный тур по Украине и Белоруссии, программа «Ты в курсе».
22 мая представил два авторских альбома: русскоязычный «Ты в курсе» и украиноязычный «Як жити без тебе».
2 июня состоялся концертов Винника на «Арене Львов», более 20 тыс. зрителей с программой «Ты в курсе».
3 июля стал хедлайнером IV ежегодного музыкального фестиваля Восточной Европы — Atlas Weekend в Киеве.
11-19 июля представлял Украину на «Славянском базаре-2018», в Витебске.
23 августа представил песню «Вишиванка» ко Дню флага и  Дню Независимости Украины.
1 сентября стартовал 9 сезон шоу «X-Фактор», Олег Винник — член жюри, канал СТБ.
14 сентября - премьера видеоклипа «Найкращий день» — творческая коллаборация с Потапом, саундтрек к украинской комедии «Скажене весілля». Режиссёр Л. Колосовский.
7 и 9 ноября состоялись два сольных концерта Олега во Дворце Спорта в Киеве. 2 аншлага по 10 тыс. зрителей, концертная программа «Ты в курсе».

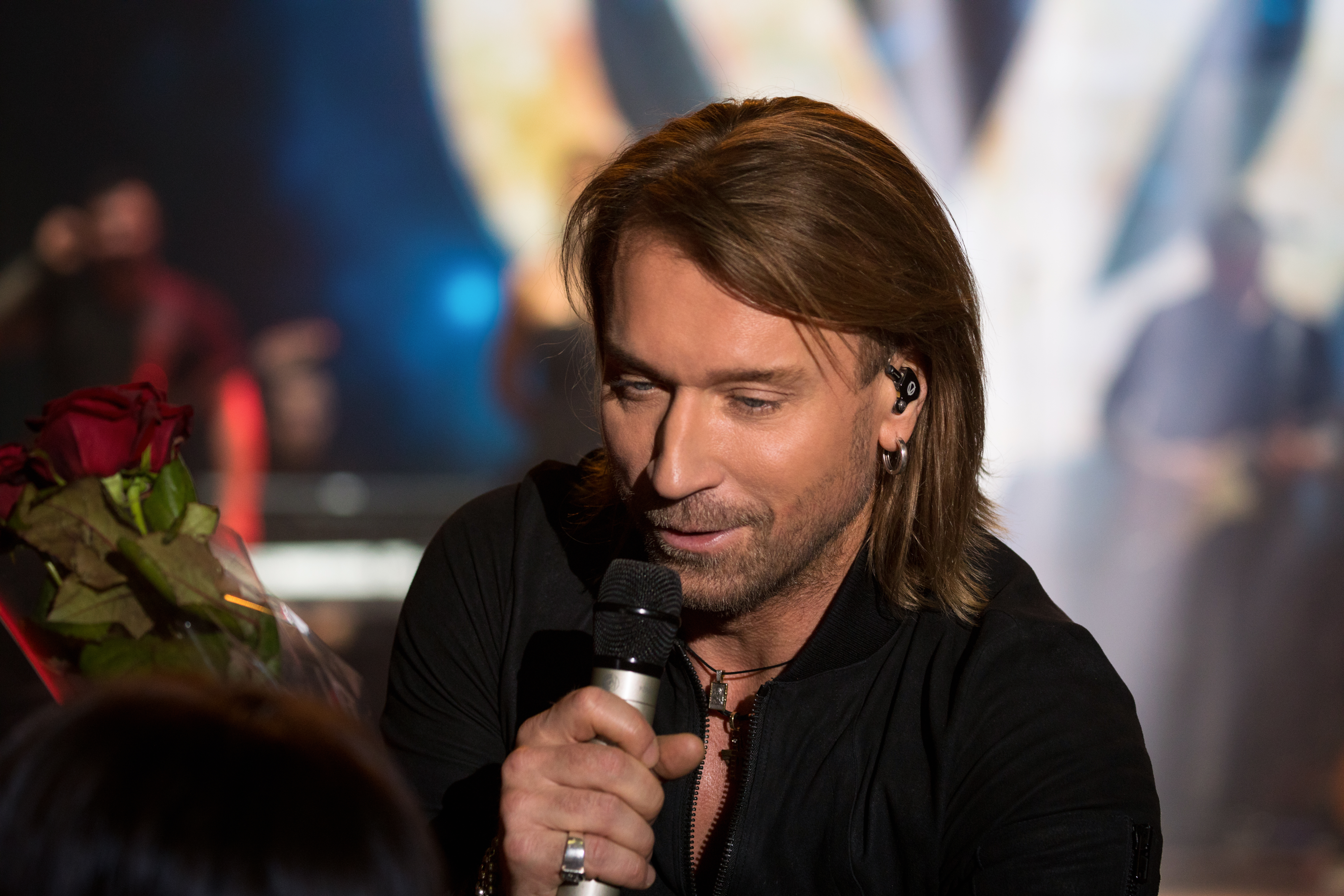
Олег Винник в 2019 году

14 февраля 2019 года представил поп-рок версию песни «Роксолана». 4 апреля состоялась премьера клипа «Пчела Майя». Режиссёр — Е. Винярская.
Журнал «Фокус» включил Олега Винника в ТОП-3 самых успешных звезд украинского шоу-бизнеса.
28 мая — премьера песни «Наталя-Наталі».
23 августа презентовал композицию «Сльози на землі».
3 октября -21 ноября - осенняя часть тура «Роксолана», которая охватила более 20-ти городов Украины и Белоруссии.
21 ноября — премьера песни «Безумная любовь».
4 декабря — совместно с Потапом и Олей Поляковой записал трек «Свят! Свят! Свят!». Одновременно с выходом сингла состоялась премьера клипа.
19 декабря — в рамках ежегодной «Музыкальной платформы» два хита Олега Винника «Роксолана» и «Наталя-Наталі» получили награды «Лучшая песня года 2019».
20 декабря газета «Вести» включила Олега Винника в Топ-100 самых влиятельных людей и явлений в Украине.
21 декабря журнал «Фокус» опубликовал ежегодный рейтинг 100 самых влиятельных украинцев, в их числе — Олег Винник.
21 декабря стал приглашенным гостем финала 10-го юбилейного сезона вокального шоу «Х-фактор». В дуэте с участницей проекта Элиной Иващенко исполнил лирическую балладу «Мати каже правду», а также сольно — три композиции: «Наталя-Наталі», «Нино», «Вовчиця».
21 декабря в рамках Народной премии «Х-фактор» по результатам народного голосования победил в двух номинациях: «Сила Х-фактора» и «Любимая судейская четверка».
12 февраля 2020 года стал лауреатом премии «Украинская песня года» с композицией «Роксолана». По версии этой же премии награждён дипломом за авторство песни «Солодкі сльози» исполнительницы Таюне.
18 февраля стартовал международный тур Винника «Безумная любовь». В Украине тур закончится 25.11.2021 года в Киеве.
14 мая состоялась премьера клипа «Безумная любовь». Режиссёр — Катя Царик.
31 мая Винник получил главную мужскую награду премии «Золотая Жар-птица 2020» в номинации «Певец года».
31 июля на арене НСК «Олимпийский» состоялся концерт Олега Винника, посвященный дню рождения. Это было первое в истории стадионное шоу с использованием технологий VR и AR, за которым зрители наблюдали онлайн из разных уголков мира.

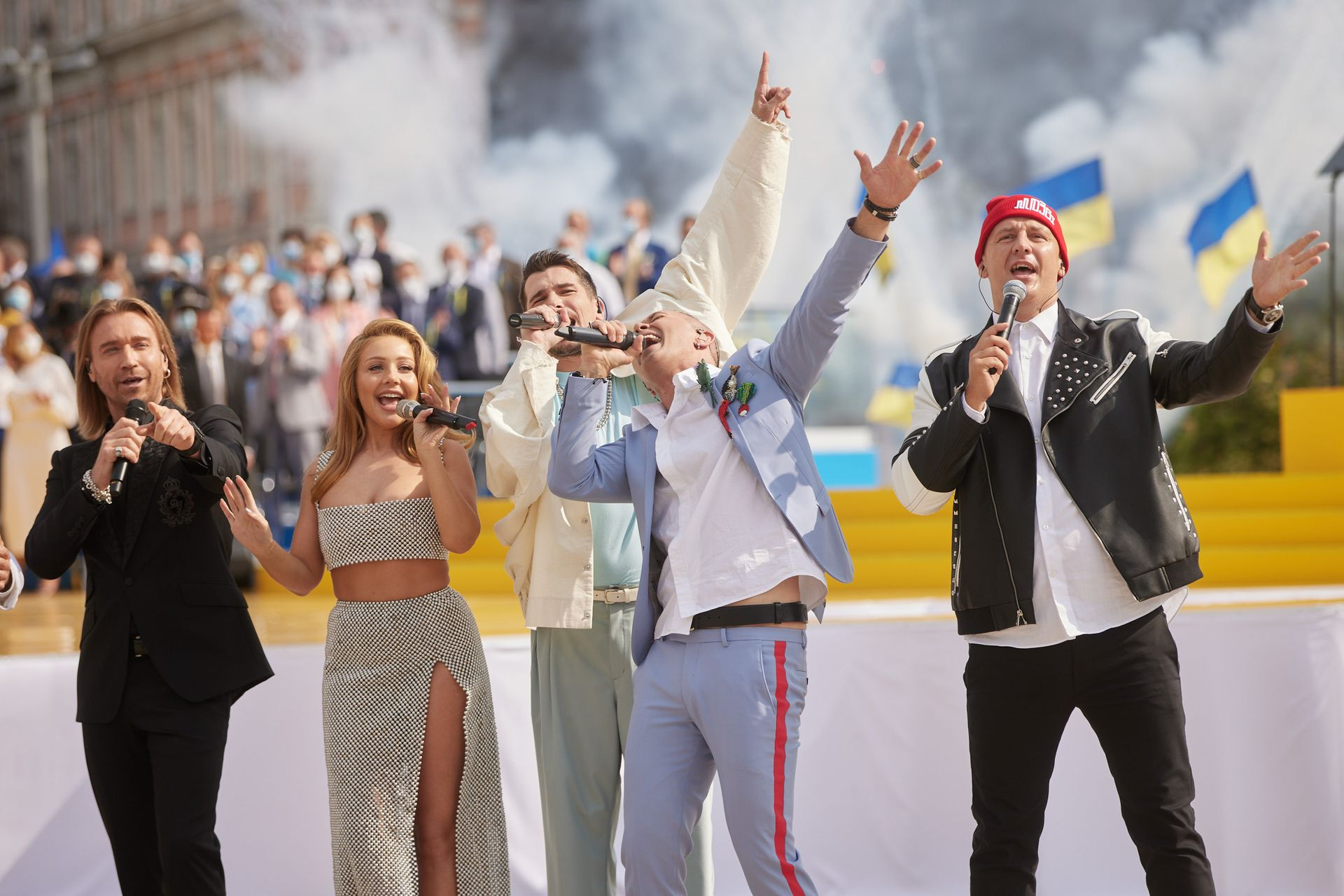
Олег Винник, Тина Кароль, Потап и другие. На концерте в честь Дня независимости Украины в 2020 году.

24 августа 2020 года Винник вместе с Монатиком, Ириной Билык, Тиной Кароль, Потапом и другими, принял участие в шоу ко Дню независимости Украины на Софийской площади.
В 2021 году Винник стал одним из тренеров певческого шоу «Голос страны».

## Дискография

### Альбомы
1. 2011 — «Ангел»;
2. 2012 — «Счастье»;
3. 2013 — «Роксолана»;
4. 2015 — «Я не устану»;
5. 2018 — «Ты в курсе»;
6. 2018 — «Як жити без тебе».

#### «Ангел»
1. Ангел
2. Лишь ты одна
3. Аромат моей мечты
4. Сильная женщина
5. Птица
6. Пленник
7. Кто тебе сказал
8. Я вернусь
9. Как будто нежность
10. Каменная ночь
11. Тихо плакала мать
12. Старое зеркало
13. Может быть

Бонус треки:
1. День рождения
2. С Новым Годом!

#### «Счастье»
1. Счастье
2. Аэропорт
3. Остров
4. О тебе
5. Любимая
6. Мука-Любовь
7. Танечка
8. Метель
9. Не ты
10. Кто-то тебя
11. Плен
12. Здравствуй, невеста
13. Па-Па

Бонус треки:
1. День рождения
2. Плачут иконы

#### «Роксолана»
1. Роксолана
2. Дай мені помріяти
3. Полон
4. Моя любов
5. Па-Па
6. Полісмен
7. Надкусили місяць зорі
8. Марічка
9. Києве мій (слова Дмитра Луценка, музика Ігоря Шамо)
10. Мої батьки
11. Вовчиця
12. Перлина-Україна
13. Ніч яка місячна (українська народна пісня)

Бонус трек:
1. Молитва

#### «Я не устану»
1. Я не устану
2. Как будто нежность (new)
3. Ревность
4. Разве можно
5. Чёрная лилия
6. Брат
7. Кто я
8. Птица
9. Нино
10. Игра в любовь
11. Время-Диктатор
12. Хочу на берег океана
13. Любовь вне моды

Бонус треки:
1. ТАЮНЕ — Солодкі сльози
2. ТАЮНЕ — Зову тебя

#### «Як жити без тебе»
1. Як жити без тебе
2. Біла голубка
3. Золота
4. Мати каже правду
5. Назавжди
6. Не питай у неба
7. Зрада
8. Нецілована
9. Передчуття
10. Повертай додому
11. Русалка
12. Тая-Тай
13. Ще мить
14. Як ти там

Бонус треки:
1. ТАЮНЕ — Бачу-Бачу
2. ТАЮНЕ — Схожа я на квітку

#### «Ты в курсе»
1. Соло
2. Лишь ты одна
3. Ты в курсе
4. Багамы
5. Ещё вчера
6. Дари добро
7. На красивой поверхности
8. Параллели
9. Светская львица
10. Пуля
11. Пчела Майя
12. Нино (лезгинка)
13. Счастье (SKA)

Бонус треки:
1. ТАЮНЕ — Больше не звони
2. ТАЮНЕ — Беги

## Видеоклипы
- 2007 — «Аромат моей мечты» — Андрей Рожен — «Ангел»;
- 2008 — «Птица» — Андрей Рожен — «Ангел»;
- 2011 — «Каменная ночь» — Александр Литвиненко — «Ангел»;
- 2011 — «Ангел» — Алексей Соболев, Михаил Коротеев — «Ангел»;
- 2012 — «Игра в любовь» — Oliver Sommer — «Я не устану»;
- 2012 — «Как будто нежность» — Александр Литвиненко — «Ангел»;
- 2012 — «Счастье» — Алла Карналли — «Счастье»;
- 2013 — «Вовчиця» — Александр Сюткин — «Роксолана»;
- 2013 — «С Новым Годом!» — Александр Сюткин — «Ангел»;
- 2014 — «Здравствуй, невеста» — Андрей Кирющенко — «Счастье»;
- 2016 — «Нино» — Елена Винярская — «Я не устану»;
- 2017 — «Як жити без тебе» — Елена Винярская — «Як жити без тебе»;
- 2018 — «Дай мені помріяти» — Антон Шатохин — «Роксолана»;
- 2018 — «Ты в курсе» (Lyric Video) — Елена Винярская — «Ты в курсе»;
- 2018 — «Найкращий день» (OST «Скажене весілля») — Леонид Колосовский;
- 2019 — «Роксолана» — Елена Винярская — «Роксолана»;
- 2019 — «Пчела Майя» — Елена Винярская — «Ты в курсе»;
- 2020 — «Безумная любовь» — Катя Царик.

## Фильмография
- 2003 — Документальный фильм — Les misérables — Ein Musical für Berlin — Жан Вальжан
- 2005 — Комедийный сериал — Unser Charly — Nicolai Bugajev
- 2006 — Комедия, драма — Eine Liebe in Königsberg — Russischer Zugbegleiter
- 2018 — Комедия — Скажене весілля — камео
- 2019 — Комедия — Скажене весілля — 2 — камео

### Озвучивание
- 2018 — Заколдованный принц — Принц Филипп (актёр дубляжа)

## Телепроекты
- 2017—2018 — «X-Фактор», 8 и 9 сезон (жюри)
- 2018—2019 — Ведущий хит-парада на телеканале М1
- 2020 — «Танцы со звездами»
- 2021 — «Маска»
- 2021 — «Голос страны» (11 сезон)[59]

## Награды
- 2007 — «Bad Hersfeld Sommerfestspiele» — Сертификат от бургомистра г. Бад-Херсфельд и приз зрительских симпатий «Zuschauerpreis 2007» — специальный перстень — за роль Жана Вальжана в мюзикле «Les Miserables», Германия;
- 2014 — Телеканал «Интер» — Песня года-2014 — песня «Счастье»;
- 2018 — «Фавориты Успеха» — Певец года-2017 по мнению экспертного жюри;
- 2018 — Viva! Самые красивые — Самый красивый мужчина;
- 2018 — M1 Music Awards. 4 сезона — Певец зимы;
- 2018 — Золотая Жар-птица — «Певец года», «Народный хит»;
- 2018 — M1 Music Awards. 4 сезона — «Проект осени» (дуэт с Потапом);
- 2018 — M1 Music Awards. 4 сезона — Певец года;
- 2018 — Новогодняя музыкальная платформа — Лучшая песня года — песня «Як жити без тебе»;
- 2019 — Золотая Жар-птица — «Народный хит» (в коллаборации с Потапом).
- 2019 — «Фавориты Успеха» — Певец года-2018 по результатам комплексного рейтинга, включающего мнение всех трех жюри конкурса (эксперты, знаменитости, публика);
- 2019 — YUNA — Народный выбор читателей журнала «Отдохни»;
- 2019 — «Любимый певец Украины» — Народное голосование от редакции «Хочу»;
- 2019 — Специальная награда «Зірковий Шлях» — «Як жити без тебе»;
- 2019 — Новогодняя музыкальная платформа — Лучшая песня года — песни «Роксолана», «Наталя-Наталі»;
- 2019 — Народная премия «Х-фактор» — «Сила Х-фактора», «Любимая судейская четверка»;
- 2020 — Украинская песня года — «Роксолана»;
- 2020 — Золотая Жар-птица — Певец года.